# Riccardo Favretto
Riccardo Favretto (Treviso, 18 ottobre 2001) è un rugbista a 15 italiano che milita nel Benetton nel ruolo di seconda linea.

## Biografia
Cresciuto tra Casale e Mogliano (e passato attraverso la nazionale U-18), debuttò in prima squadra con quest'ultimo club nel 2019-20; collezionò 8 presenze in Top12 prima dello stop imposto alle competizioni a causa della pandemia di COVID-19 e, al ritorno in attività, fu permit player di Benetton nel derby di Pro14 tra la franchise trevigiana e le Zebre.
Passato in pianta stabile a Treviso nella stagione successiva, si è aggiudicato con il suo nuovo club la Rainbow Cup nel 2021 e, nel 2023, ha prolungato il suo impegno fino a tutta la stagione 2025-26.
Il debutto in nazionale maggiore è del 20 marzo 2021 a Edimburgo in occasione dell'incontro dell'ultima giornata del Sei Nazioni con la Scozia.
Solo tre anni più tardi giunse il suo secondo impegno internazionale, da titolare a Lille nel Sei Nazioni 2024, un pareggio 13-13 contro la Francia, e a seguire un ingresso in corso di gioco a Cardiff nella partita contro il Galles.